# Nagietek lekarski

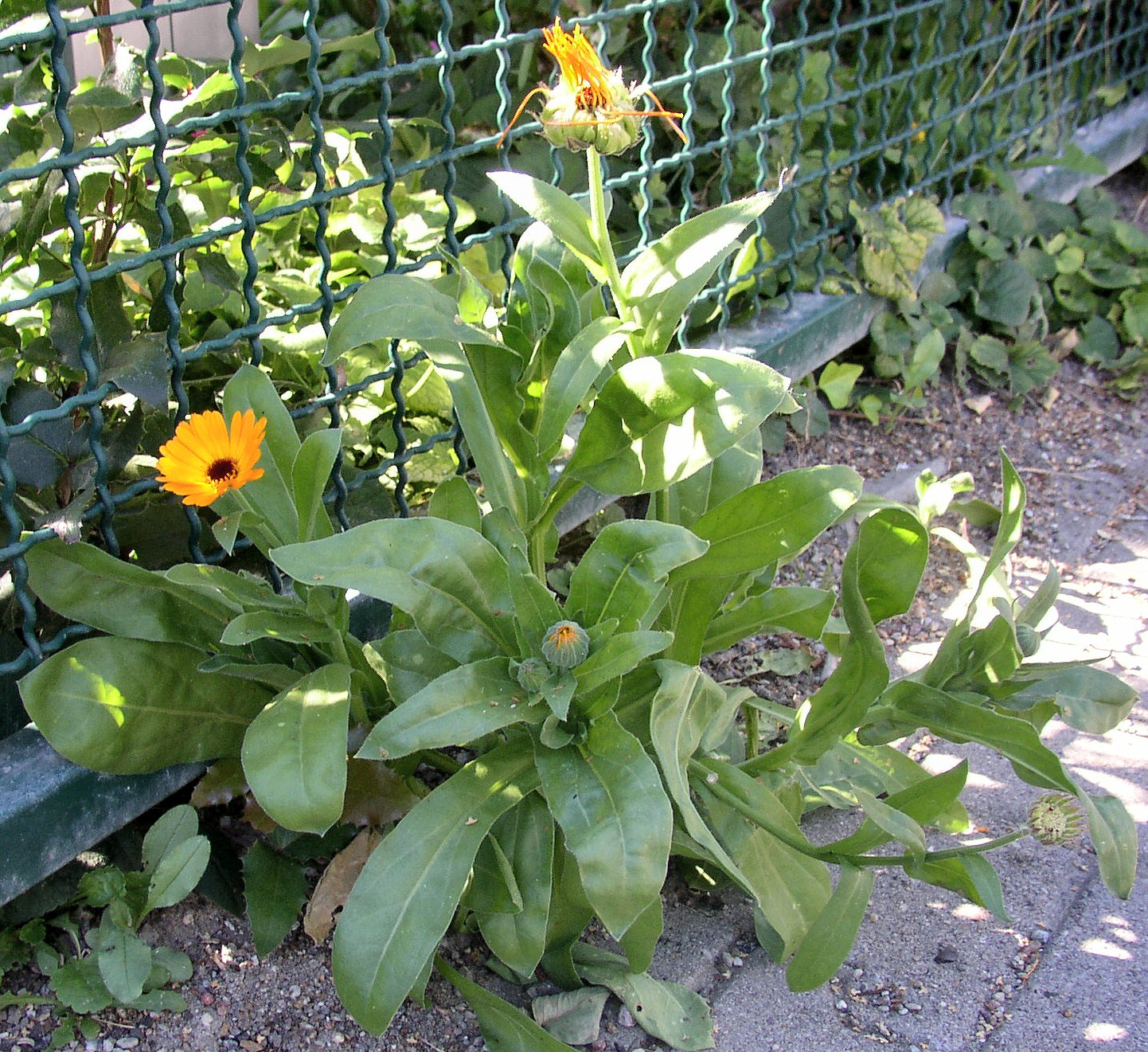
Pokrój

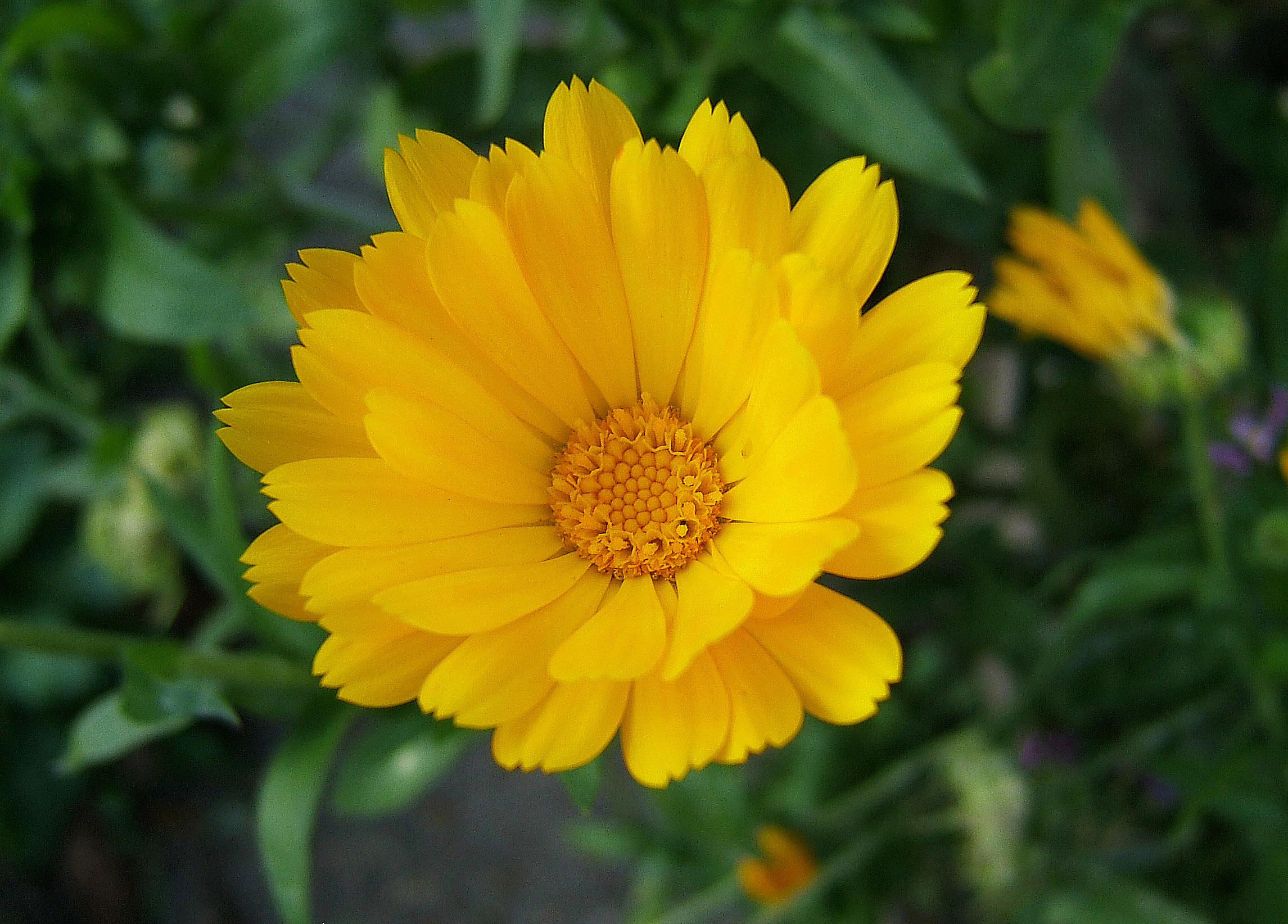
Kwiatostan

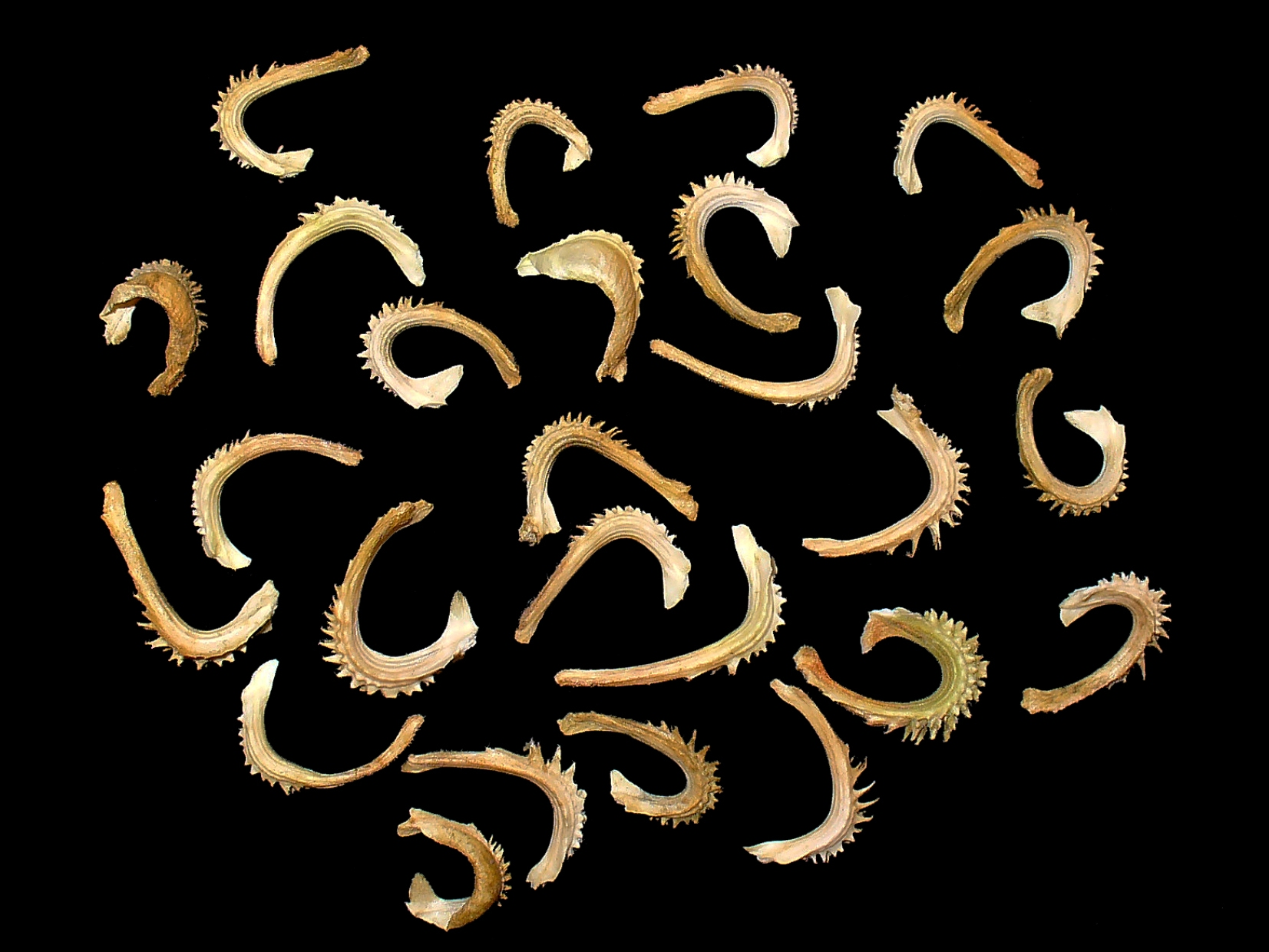
Niełupki (z nasionami)

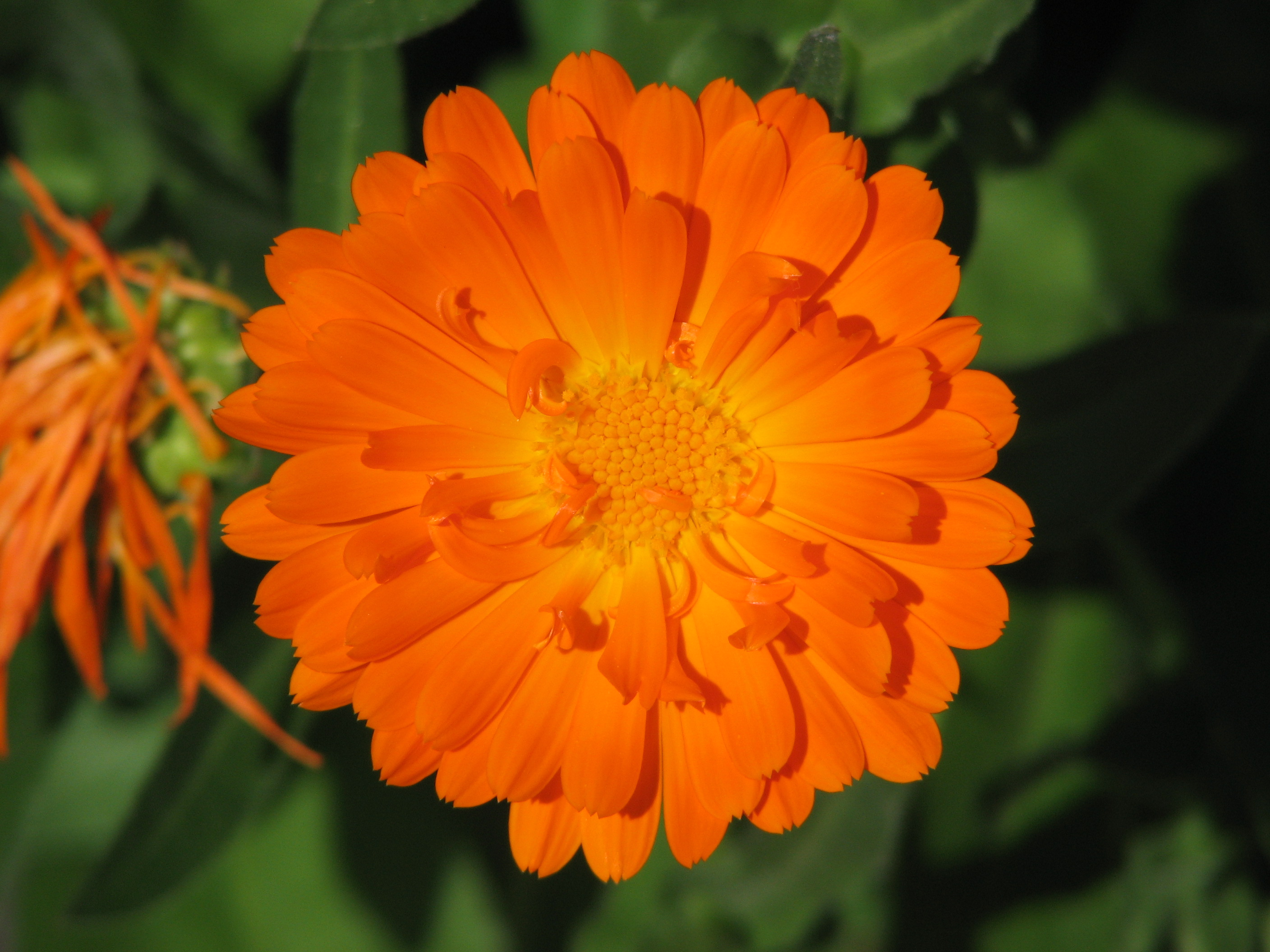
Odmiana ozdobna

Nagietek lekarski (Calendula officinalis L.) – gatunek rośliny jednorocznej należącej do rodziny astrowatych (Asteraceae Dumort). Ma też inne lokalne nazwy: pazurki (Mazowsze), miesięcznica (Wlkp.), paznokietki (krakowskie). Prawdopodobnie pochodzi z terenów śródziemnomorskich lub Iranu, w wielu krajach świata jest uprawiany i czasem dziczeje z upraw.

## Rozmieszczenie geograficzne
Pochodzenie gatunku jest niejasne. Wskazuje się obszar śródziemnomorski lub Iran, gdzie spotykany jest do dzisiaj na stanowiskach naturalnych. W wielu krajach świata, w tym w Polsce, jest uprawiany i czasami dziczejący (efemerofit). Introdukowany i rozrzucony po Wyspach Brytyjskich, naturalizowany na południu.

## Morfologia
PokrójRoślina zielna.
ŁodygaWzniesiona, bogato ugałęziona, pokryta miękkimi, gruczołkowatymi włoskami (przez co w dotyku jest nieco lepka), żeberkowana i łamliwa. Osiąga wysokość 20–50 (80) cm.
LiścieSkrętoległe, gęsto osadzone, dolne szerokołopatkowate, krótkoogonkowe; górne szerokolancetowate, siedzące, obejmujące łodygę.
KwiatyZebrane w koszyczki szerokości 3–5 cm, barwy pomarańczowej do żółtej. Kwiaty brzeżne, języczkowe, mają żółty lub pomarańczowożółty języczek, szerokości około 3–5 mm, w części środkowej ok. 7 mm, na szczycie 3-ząbkowy oraz owłosioną, częściowo sierpowatą, żółtawobrunatną lub pomarańczowobrunatną rurkę z wystającą szyjką słupka o dwudzielnym znamieniu i niekiedy z częściowo wygiętą, żółtawobrunatną lub pomarańczowobrunatną zalążnią. Kwiaty wewnętrzne, rurkowate, około 5 mm długie. Są obecne i mają żółtą, pomarańczowoczerwoną lub czerwonawofioletową 5-płatkową koronę o żółtawobrunatnej lub pomarańczowobrunatnej rurce, owłosionej w dolnej części, przeważnie z częściowo wygiętą żółtawobrunatną lub pomarańczowobrunatną zalążnią. Koszyczki mają przyjemny, balsamiczny zapach.
OwoceOwoc to sierpowato wygięta niełupka. Zewnętrzne niełupki są żółtawobrunatne, z długim prostym noskiem, ku środkowi niełupki stają się jaśniejsze, wygięte, na grzbiecie kolczaste. Wielkość niełupek jest bardzo zmienna, MTS wynosi od 8 do 15 g.
KorzeńPalowy, mocno rozgałęziony.

## Biologia i ekologia

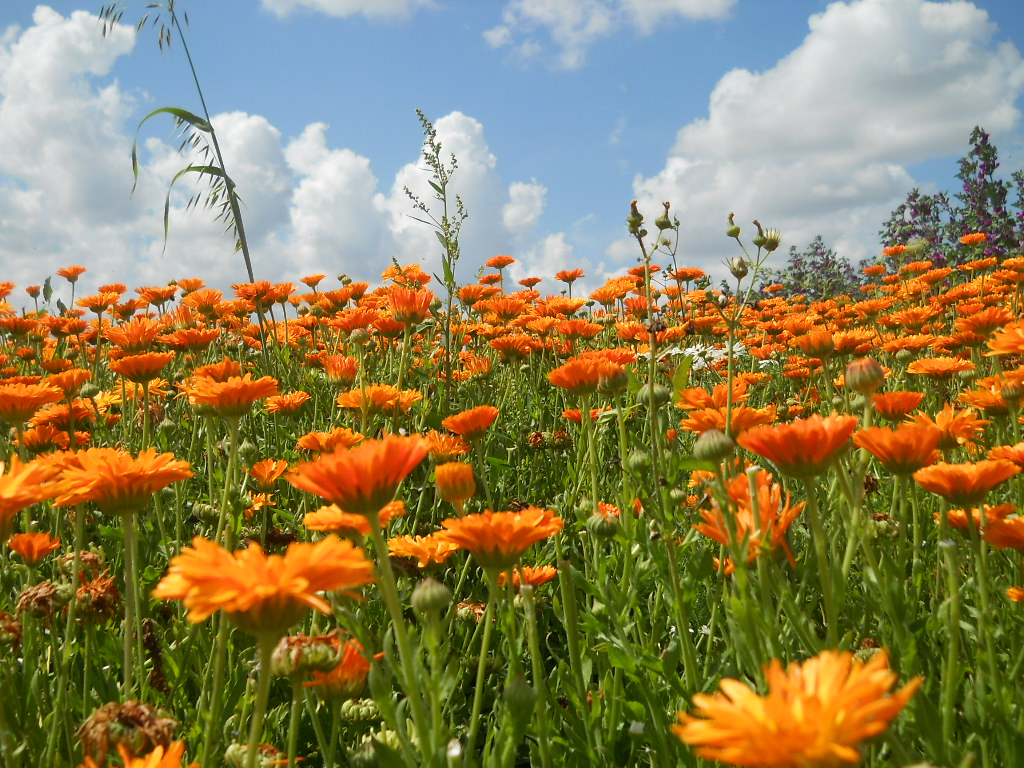
Uprawa nagietka lekarskiego w Jabłonnie Lubelskiej

W klimacie polskim nagietek zakwita na przełomie maja i czerwca i kwitnie do końca września, przy sprzyjających warunkach pogodowych do listopada. Owoce dojrzewają od sierpnia do listopada. Kwiaty są wrażliwe na zmiany temperatury i wilgotności powietrza. Zamykają się, gdy jest ciemno lub spodziewane są opady deszczu.
Przełamane łodygi i liście mają charakterystyczny zapach.
Liczba chromosomów: (2n=28, 32).
Dziczejący z upraw nagietek najczęściej spotykany jest na nieużytkach, gruntach rolnych i wzdłuż dróg.
Nagietek lekarski przyciąga owady z rodziny bzygowatych (Syrphidae), których larwy służą roślinom, zjadając żerujące na nich mszyce. Kwiaty nagietka są atrakcyjne dla pszczół i są przez nie zapylane.

## Systematyka i zmienność
Odmiany ozdobne (wybór):
- 'Geisha Girl' – odmiana wysoka o pełnych, pomarańczowych kwiatach
- 'Princess' – odmiana wysoka o dwubarwnych kwiatach z grzebieniastymi złotymi, żółtymi lub pomarańczowymi koszyczkami
- 'Fiesta Gitana' – odmiana karłowa o pełnych kwiatach w kolorze od kremowego do pomarańczowego
- 'Honey Babe' – odmiana karłowa o kwiatach pełnych w kolorach morelowym, żółtym i pomarańczowym

## Zastosowanie

### Roślina ozdobna
Jako roślina ozdobna nagietek jest chętnie uprawiany w ogrodach przydomowych. Roślina sama łatwo się rozsiewa, pozostając na stanowisku szereg lat. Wśród uprawianych odmian ozdobnych dostępne są formy wysokie i karłowate, a także o kwiatach dwubarwnych.

### Roślina lecznicza
Nagietek lekarski od dawna wykorzystywany jest jako roślina lecznicza. Pierwsze wzmianki o zastosowaniu nagietka w medycynie pochodzą z XII w., kiedy to Hildegarda z Bingen w swej recepcie na zatrucie z roku 1150 pisze: kto by zjadł truciznę, albo gdy kogoś chciano otruć, niech zaparzy nagietka w wodzie, wyciśnie go i ciepły położy na żołądek. Nagietek truciznę rozrzedzi i wypędzi z wnętrzności. Potem niech chory zagotuje wino i wrzuci doń trochę nagietka, a to znowu zagotuje i wypije. W ten sposób z jego ciała wyjdzie wszystko, co było trucizną, albo przez nos, albo w ślinie wykasłanej i wyplutej.
Napar z kwiatów nagietka stosuje się zewnętrznie: do obmywań, okładów, irygacji, płukania. Wewnętrznie przy stanach zapalnych i skurczowych przewodu pokarmowego, owrzodzeniach żołądka i jelit, najczęściej z kwiatem rumianku, krwawnikiem i arniką.

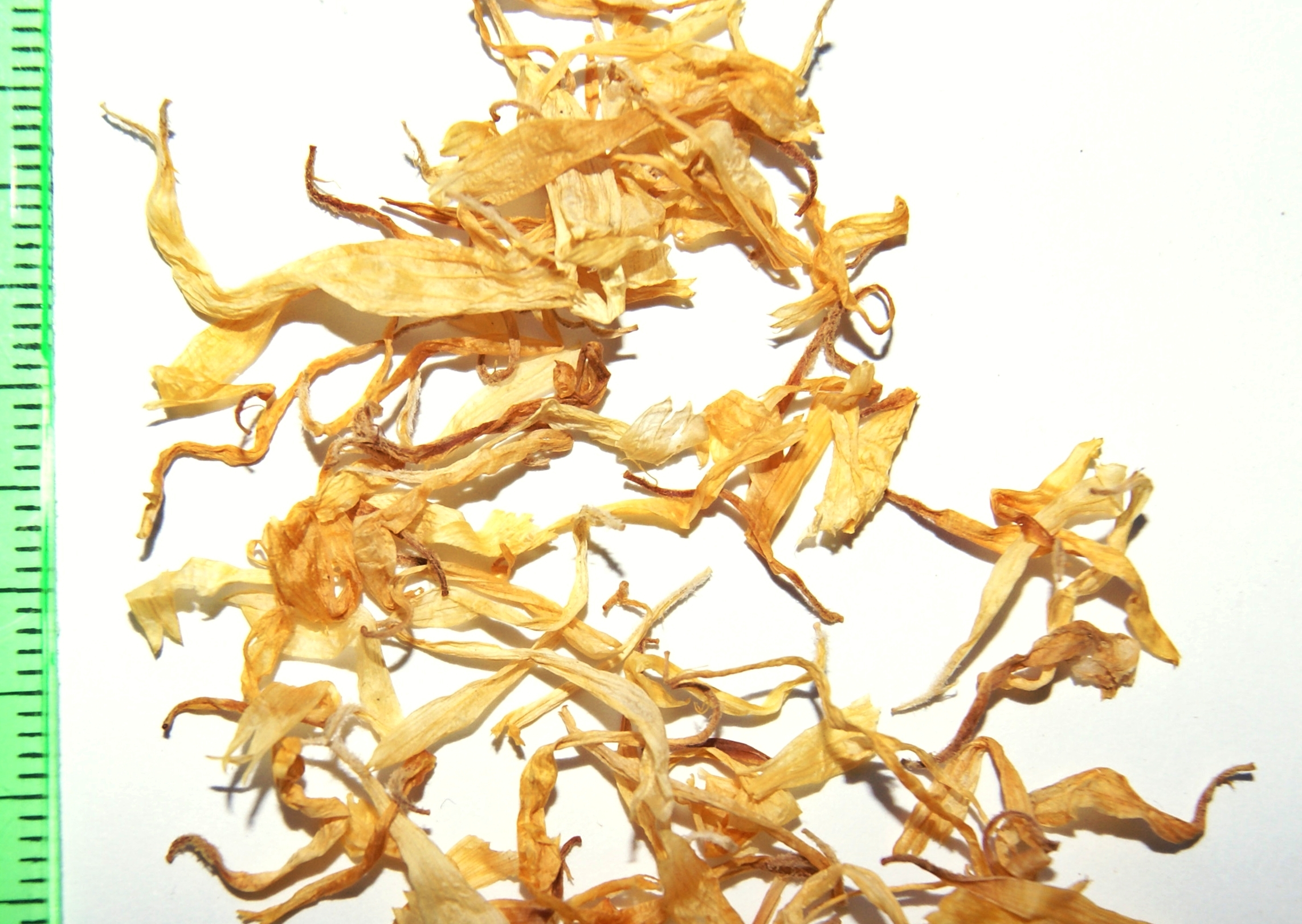
Ususzone kwiaty brzeżne nagietka lekarskiego

Surowiec zielarskiKwiat nagietka (Calendulae flos) – całe lub rozdrobnione, wysuszone, w pełni rozwinięte, oddzielone od osadnika kwiaty. Surowiec powinien zawierać powyżej 0,4% flawonoidów w przeliczeniu na hiperozyd.
Składolejek eteryczny do 0,02%, flawonoidy, karotenoidy, związki trójterpenowe (saponzydy): arnidiol i faradiol, śluzy, związki żywicowe, gorycze, kwas jabłkowy i inne.
DziałanieZewnętrznie stosuje się zwykle alkoholowe i olejowe wyciągi z kwiatów nagietka, ponieważ podstawowe związki czynne nie rozpuszczają się w wodzie. Podaje się je w różnych uszkodzeniach skóry, jak kontuzje, rany, wrzody, stłuczenia i obtarcia naskórka, a także w owrzodzeniach żylakowych, zapaleniu skóry, żylakach odbytu, oparzeniach, ranach pooperacyjnych, odmrożeniach, wysypkach skórnych i innych. Stosuje się również na błony śluzowe jako środek przeciwzapalny i bakteriobójczy, przeciw rzęsistkom (irygacje i tampony), a nawet we wczesnych stanach nowotworowych w porozumieniu z onkologiem. Ze względu na właściwości przeciwzapalne i bakteriobójcze nagietek lekarski znalazł zastosowanie także przy leczeniu stanów zapalnych spojówek i przemęczeniu oczu (jest składnikiem niektórych kropli do oczu). Zapobiega nadmiernemu wysuszeniu narządu wzroku i łagodzi jego podrażnienia.
Wewnętrznie zaleca się przetwory z nagietka w nieżycie żołądka i jelit, a zwłaszcza w przewlekłym i opornym na inne leki wrzodzie żołądka i dwunastnicy oraz we wrzodziejącym zapaleniu jelita grubego. Również w stanach zapalnych dróg żółciowych spowodowanych infekcją, w niedomodze wątroby i upośledzeniu jej czynności po przebytym wirusowym zapaleniu lub uszkodzeniu przez trujące związki (np. toksyny grzybów). Pomocniczo i w skojarzeniu z innymi lekami podaje się je w nieoperacyjnych postaciach raka żołądka, stanach przednowotworowych w przewodzie pokarmowym (np. długo utrzymującym się zapaleniu błon śluzowych, owrzodzeniu z krwawieniami, braku poprawy po innych lekach) itp. Dobre wyniki osiąga się w zaburzeniach miesiączkowania połączonych z bólem, ogólnym osłabieniem, zawrotami głowy, a także w dolegliwościach okresu przekwitania (klimakterium). Należy jednak pamiętać, że w niektórych z wymienionych chorób konieczna jest stała opieka lekarska i okresowe kontrole postępów leczenia. Badania naukowe upoważniają, by zalecać nagietek, w połączeniu z innymi ziołami, do stosowania w ogólnym ubytku sił i odporności na zakażenia bakteryjne i wirusowe oraz przewlekłych i nie poddających się innym lekom dolegliwościach różnych narządów wewnętrznych, w tym także serca.

### Roślina kosmetyczna
Nagietek, w związku z jego właściwościami leczniczymi, bywa stosowany w kremach gojących dłonie po odmrożeniach lub oparzeniach. Jest także składnikiem maseczek, mleczek, kremów, past, szamponów i olejków na cerę suchą, łuszczącą się i skłonną do infekcji, zaczerwienienia i pękania.

### Roślina jadalna
W przeszłości liście nagietka były wykorzystywane jako warzywo. Są bogate w witaminy (m.in. A i C) i minerały, podobnie do liści mniszka pospolitego (Taraxacum officinale). Świeże płatki (kwiaty brzeżne) są siekane i dodawane do sałatek. Suszone płatki stanowią przyprawę do zup i ciast. Jako substytut szafranu używane są do doprawiania i barwienia ryżu i innych potraw. Jadalny, żółty barwnik otrzymywany z kwiatów brzeżnych stosowany jest także w przemyśle spożywczym do barwienia tłuszczów (margaryn) i żółtych serów.

## Uprawa

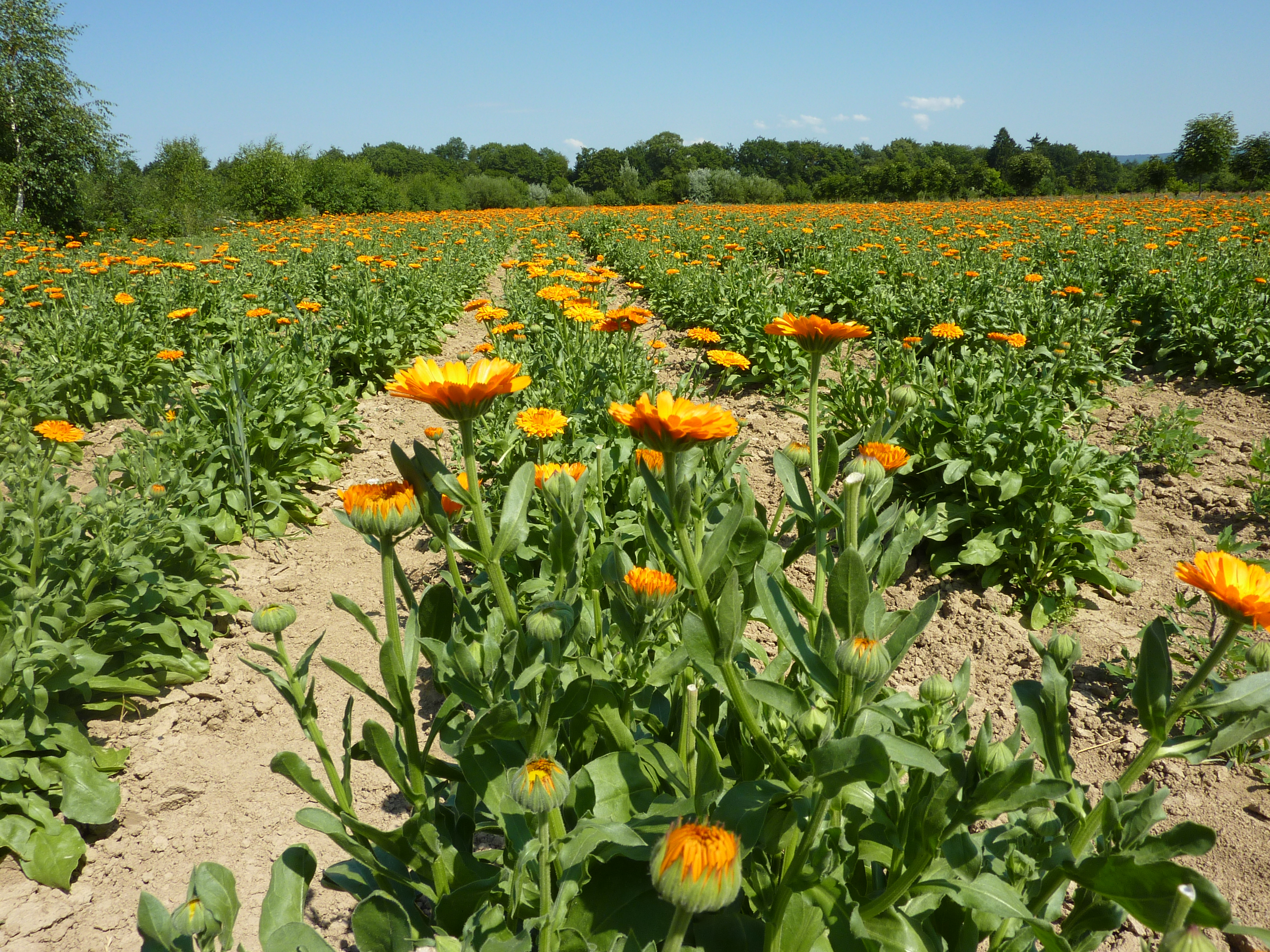
Uprawa nagietka w Schwäbisch Gmünd

W Polsce nagietek lekarski jest uprawiany jako roślina jednoroczna. Rozmnaża się przez siew owoców pod koniec marca lub na początku kwietnia. Jeśli chce się przedłużyć okres kwitnienia można owoce wysiewać partiami. W celu zbioru kwiatów zaleca się siew jednorazowy. Do obsiania 1 m² potrzebne jest ok. 1,5 g owoców. Sieje się w rzędy oddalone o 20–25 cm, zasypując niełupki ziemią na grubość 1–1,5 cm. Następnie należy siewki przerwać, pozostawiając rośliny co 15–20 cm. Nagietki wystarczy odchwaszczać i podlewać, poza tym nie wymagają dodatkowych zabiegów. Zakwitają w 8 tygodni po wysianiu. Jeśli kwiaty nie są zrywane i pozwala się roślinom wykształcać owoce, zwykle samoczynnie się rozsiewają. Tak odnawiająca się rabata może kwitnąć do listopada. Nagietek nie ma specjalnych wymagań co do gleby, ale najlepiej rośnie na żyznym podłożu i na stanowisku słonecznym. Toleruje gleby o pH od 4,5 do 8,3. Dobrze rośnie w towarzystwie pomidorów.

## Obecność w kulturze

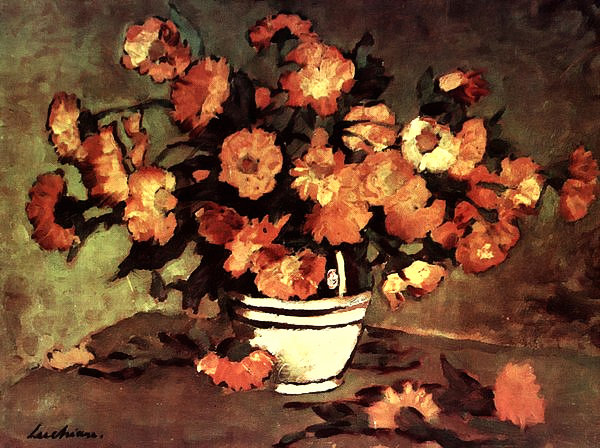
Obraz „Gălbenele” Stefana Luchiana (1868–1916) przedstawiający bukiet nagietków

Nagietkowi od wieków przypisuje się właściwości magiczne. Jego wysuszone płatki rozsypane pod łóżkiem lub włożone pod poduszkę w płóciennym woreczku mają przynosić spokojny sen. Noszone zaś w pomarańczowym woreczku na wysokości splotu słonecznego, odpędzać mają wszelkie lęki, zwidy i strachy.
Kwiat nagietka może służyć jako barometr, pozwala bowiem przewidywać pogodę. Uważa się, że jeśli rano przed godziną 9.00 płatki nagietka są rozchylone i ułożone równolegle do ziemi, oznacza to, że w tym dniu nie będzie deszczu.